# Modo hipolócrio
O modo hipolócrio é um modo quase inteiramente teórico, introduzido na teoria do canto no século XIX pelos editores dos livros de escritório de Pustet [en]-Ratisbon, Mechlin e Rheims-Cambrai , que o designaram como modo 12. É a contraparte plagal do modo modo lócrio autêntico, modo 11 nesse sistema de numeração, no qual o jônio e o hipojônio [en] se tornam os modos 13 e 14. O âmbito [en] do modo situa-se entre o fá (F) e o fá (F) uma oitava acima, dividido no final, si (B). Seu tom recitativo [en] (ou tenor) é o mi (E), e sua mediana é o ré (D). Tem dois participantes, sol (G) e dó (C). Embora poucas melodias de cantochão, assim como composições polifônicas, tenham sido atribuídas a esse modo por alguns escritores, geralmente se descobrirá que elas são realmente derivadas, por transposição, de alguma outra tonalidade.
A reprodução de áudio não é suportada no seu ''browser''. Você pode descarregar o ficheiro de áudio.